# Qualifications à la Coupe d'Afrique des nations de football 1982
Cet article présente la phase qualificative à la Coupe d'Afrique des nations 1982.
Six billets sont à distribuer aux trente-quatre pays participant à ces qualifications. La Libye, l'organisateur du tournoi et le Nigeria, tenant du titre, sont exempts de ces qualifications.
Les éliminatoires sont organisées en trois tours qui voient s'affronter des équipes en matchs aller-retour à élimination directe. L'Afrique du Sud est toujours au ban du football international du fait de sa politique d'apartheid. Sont également absentes de cette campagne qualificative les sélections de Côte d'Ivoire, du Niger, de Centrafrique, du Cap-Vert, de Somalie, de São Tomé et Principe, du Tchad, du Burundi, de Djibouti, du Soudan, du Swaziland, du Botswana et des Seychelles.

## Tour préliminaire
Les vingt moins bonnes équipes africaines disputent un tour préliminaire. Les dix équipes issues du tour préliminaire retrouvent les quatorze meilleures nations du continent, assurées de démarrer les éliminatoires au premier tour. L'Ouganda, le Bénin et le Gabon déclarent forfait après le tirage au sort.
| Équipe 1           | Résultat     | Équipe 2     | Aller | Retour |
| ------------------ | ------------ | ------------ | ----- | ------ |
| Angola             | 1 - 1e       | Congo        | 1 - 1 | 0 - 0  |
| Liberia            | 1e - 1       | Gambie       | 0 - 0 | 1 - 1  |
| Madagascar         | 1e - 1       | Maurice      | 0 - 0 | 1 - 1  |
| Malawi             | 1 - 2        | Zimbabwe     | 0 - 1 | 1 - 1  |
| Mali               | 3 - 2        | Mauritanie   | 2 - 0 | 1 - 2  |
| Mozambique         | 7 - 3        | Lesotho      | 6 - 1 | 1 - 2  |
| Sénégal            | 4 - 1        | Sierra Leone | 2 - 0 | 2 - 1  |
| Guinée équatoriale | Q. - forfait | Bénin        | -     | -      |
| Rwanda             | Q. - forfait | Ouganda      | -     | -      |
| Haute-Volta        | Q. - forfait | Gabon        | -     | -      |

## Premier tour
La Guinée équatoriale et la Tanzanie déclarent forfait après le tirage au sort. La Haute-Volta est exemptée et se qualifie directement pour le second tour.
| Équipe 1    | Résultat      | Équipe 2           | Aller | Retour |
| ----------- | ------------- | ------------------ | ----- | ------ |
| Algérie     | 5 - 4         | Mali               | 5 - 1 | 0 - 3  |
| Cameroun    | 6 - 2         | Togo               | 4 - 0 | 2 - 2  |
| Éthiopie    | 1 - 1 4-3 tab | Rwanda             | 1 - 0 | 0 - 1  |
| Ghana       | 2 - 1         | Congo              | 1 - 1 | 1 - 0  |
| Kenya       | 3 - 7         | Égypte             | 3 - 5 | 0 - 2  |
| Maroc       | 8 - 1         | Liberia            | 3 - 1 | 5 - 0  |
| Tunisie     | 1 - 0         | Sénégal            | 1 - 0 | 0 - 0  |
| Zaïre       | 5 - 4         | Mozambique         | 2 - 1 | 3 - 3  |
| Zimbabwe    | 0 - 3         | Zambie             | 0 - 1 | 0 - 2  |
| Guinée      | Q. - forfait  | Guinée équatoriale | -     | -      |
| Madagascar  | Q. - forfait  | Tanzanie           | -     | -      |
| Haute-Volta | Q.            |                    |       |        |

## Deuxième tour
L'Egypte déclare forfait après le tirage au sort.
| Équipe 1 | Résultat     | Équipe 2    | Aller | Retour |
| -------- | ------------ | ----------- | ----- | ------ |
| Algérie  | 8 - 1        | Haute-Volta | 7 - 0 | 1 - 1  |
| Cameroun | 6 - 3        | Madagascar  | 5 - 1 | 1 - 2  |
| Ghana    | 4 - 3        | Zaïre       | 2 - 2 | 2 - 1  |
| Guinée   | 3 - 3e       | Éthiopie    | 2 - 2 | 1 - 1  |
| Maroc    | 2 - 3        | Zambie      | 2 - 1 | 0 - 2  |
| Tunisie  | Q. - forfait | Égypte      | -     | -      |

## Qualifiés
- Nigeria (champion d'Afrique en titre)
- Libye (pays organisateur)
- Algérie
- Cameroun
- Éthiopie
- Ghana
- Tunisie
- Zambie